# Ranieri Gonzalez
Ranieri Gonzalez (Maringá, 2 maggio 1970) è un attore e doppiatore brasiliano.

## Biografia

### Origini
Ranieri Gonzalez è nato il 2 maggio 1970 a Maringá (Brasile).  

### Carriera
Ranieri Gonzalez si è diplomato con un corso per attori presso il collegio statale del Paraná, a Curitiba. Successivamente ha iniziato a recitare in varie opere teatrali come in Pinha pinhão pinheiro e in Viva o leão Gaspar. Nel 1998 ha fato il suo debutto al cinema con il film Barbabel diretto da Antônio Augusto de Freitas. Ha recitato in telenovelas come  La forza del desiderio (Força de um desejo), Esperança (nel ruolo di Maurício Moreira Alves), Um Só Coração (nel ruolo di Menotti del Picchia) e A Regra do Jogo (nel ruolo di Paulo). Ha poi iniziato a occuparsi di doppiaggio.
Nel 2004 ha ricoperto il ruolo di Miranda nel film Olga diretto da Jayme Monjardim. Nel 2006 ha interpretato il ruolo di José Maria Alckmin nella miniserie JK. Nel 2008 è entrata a far parte del cast della serie Casos e Acasos, nel ruolo di Lúcio. L'anno successivo, nel 2009, ha ricoperto il ruolo di Domingos nella serie Acampamento de Férias. Nel 2017 ha preso parte al cast della serie Filhos da Pátria con il ruolo di Neiva. Nello stesso anno ha recitato nel cortometraggio The Heirs diretto da Adriel Nizer Silva.
Nel 2018 ha interpretato il ruolo di Pai nel film Os Herdeiros diretto da Adriel Nizer Silva, mentre nel 2019 ha recitato nel film Lamento diretto da Claudio Bitencourt e Diego Lopes. Nel 2020 è stato doppiatore nel cortometraggio Vai Melhorar diretto da Pedro Fiuza. Nel 2021 è stato incluso nel cast della miniserie Passaporto per la libertà (Passaporte para Liberdade), in cui ha ricoperto il ruolo di Adolf Hitler.

## Filmografia

### Attore

#### Cinema
- Barbabel, regia di Antônio Augusto de Freitas (1998)
- Olga, regia di Jayme Monjardim (2004)
- Os Herdeiros, regia di Adriel Nizer Silva (2018)
- Lamento, regia di Claudio Bitencourt e Diego Lopes (2019)

#### Televisione
- La forza del desiderio (Força de um desejo) – telenovela (1999)
- Terra nostra 2 - La speranza (Esperança) – telenovela (2002)
- Um Só Coração – soap opera (2004)
- JK – miniserie TV (2006)
- Casos e Acasos – serie TV (2008)
- Acampamento de Férias – serie TV (2009)
- Malhação – soap opera (2010)
- A Regra do Jogo – telenovela (2015)
- Filhos da Pátria – serie TV (2017)
- Passaporto per la libertà (Passaporte para Liberdade) – miniserie TV (2021)

#### Cortometraggi
- The Heirs, regia di Adriel Nizer Silva (2017)

### Doppiatore

#### Cortometraggi
- Vai Melhorar, regia di Pedro Fiuza (2020)

## Teatro
- Pinha pinhão pinheiro (1987)
- Viva o leão Gaspar (1987)
- A cegonha boa de bico (1988)
- Batimpaz (1988)
- Como revisar um marido Oscar (1990)
- Sonho de uma noite de verão (1991)
- A arca de Noé (1991)
- Hamlet (1992)
- O cavalinho azul (1992)
- Carmem (1993)
- Chi… e agora pra voltar? (1993)
- Vamos transar (1993)
- Romeu e Julieta para crianças (1994)
- No mundo da dança (1994)
- La Boheme (1994)
- Trecentina 1 (1994)
- Speedy eu te amo (1994)
- Gnomos - Uma aventura encantada (1994)
- A ópera dos três vinténs (1994)
- História de cronópios e de famas (1995)
- Emily no ventilador (1995)
- Trecentina 2 (1995)
- O quebra nozes (1996)
- Um conto de Natal (1996)
- A casa do terror 1 (1996)
- Lulu - Uma dupla tragédia (1996)
- Psicose - A comédia (1996)
- Morte e vida Severina (1997)
- Frankestein (1997)
- Aurora da minha vida (1997)
- Juventude (1998)
- Era uma vez um morto (1998)
- Quem matou Ágatha Cristie (1998)
- A dupla dinâmica (1998)
- A casa do terror Parte III (2000)
- A bruxinha que era boa (2000)
- Pequenos assassinatos (2000)
- 100 Anos - O Musical (2001)
- Não só as balas matam (2001)
- Lágrimas puras em olhos pornográficos (2001)
- Anti-Nelson Rodrigues (2001)
- As loucas e os lazarentos (2001)
- Vermelho, Sangue, Amarelo Surdo (2003)
- Suíte 1 (2005)
- Era uma vez um morto (2007)
- O Noviço (2008)
- Os Psicólogos Não Choram (2008)
- Vida (2010)
- Isso te interessa? (2012)
- Esta Criança (2013)
- Navalha na Carne (2019)